# Free Mobile
Free Mobile – francuski operator telefonii komórkowej, należący do koncernu Iliad. Jest spółką, która jako czwarta we Francji otrzymała licencję 3G. W 2011 r. Free Mobile otrzymało licencję na pasmo 4G w zakresie częstotliwości 2,6 GHz. Free Mobile świadczy usługi przy wykorzystaniu własnych częstotliwości oraz roamingu krajowego korzystając z sieci Orange. Identyfikatorem MCC i MNC jest 208-15

## Historia
Pierwszą licencję 3G przyznano w 2000 r. France Telecom (operatorowi sieci Orange). W tym samym roku licencję otrzymał SFR a w dwa lata później Bouygues Telecom. Free Mobile otrzymało licencję 17 grudnia 2009 r. płacąc za nią 240 mln €. Komercyjny start sieci nastąpił 10 stycznia 2012. Zgodnie z warunkami koncesji w momencie startu sieć miała pokryć 27% ludności Francji. Bardzo korzystna oferta spowodowała, iż sieć szybko zaczęła zyskiwać szerokie rzesze klientów, dużo większe niż pojemność sieci.